# Ordzovany
Ordzovany (em alemão: Radioltz; húngaro: Ragyóc) é um município da Eslováquia, situado no distrito de Levoča, na região de Prešov. Tem 12,08 km² de área e sua população em 2018 foi estimada em 160 habitantes.

## Demografia
| Ano:        | 1994 | 2004    | 2014   | 2024   |
| ----------- | ---- | ------- | ------ | ------ |
| Broj ljudi: | 151  | 170     | 165    | 162    |
| Razlika:    |      | +12,58% | -2,94% | -1,81% |

| Ano:               | 2023 | 2024   |
| ------------------ | ---- | ------ |
| Número de pessoas: | 165  | 162    |
| Diferença:         |      | -1,81% |